# 印尼人民銀行
印尼人民銀行（PT Bank Rakyat Indonesia (Persero) Tbk，簡稱：BRI），是印尼其中一間最近大型的銀行，專注微型貸款。分行及鄉郊服務站總數超過8600間，零售客戶達3千萬名。截至2022年，它是印尼資產值第二大的銀行。